# Ettringen (Nadrenia-Palatynat)
Ettringen – miejscowość i gmina w Niemczech, w kraju związkowym Nadrenia-Palatynat, w powiecie Mayen-Koblenz, wchodzi w skład gminy związkowej Vordereifel.